# Нордијска комбинација на Зимским олимпијским играма 2018.
Такмичење у нордијској комбинацији на Зимским олимпијским играма 2018. у Пјонгчангу одржаће се између 14. и 22. фебруара 2018. у Спортском комплексу Алпензија. Такмичење се одвија у три дисциплине у којима се искључиво такмиче мушкарци. Биће ово двадесет треће појављивање нордијске комбинације на ЗОИ.

## Сатница
Распоред и сатница такмичења:
| Датум       | Време | Дисциплина                                        |
| ----------- | ----- | ------------------------------------------------- |
| 14. фебруар | 15:00 | Мушкарци појединачно скокови са мале скакаонице   |
| 14. фебруар | 17:45 | Мушкарци појединачно скијашко трчање на 10 км     |
| 20. фебруар | 19:00 | Мушкарци појединачно скокови са велике скакаонице |
| 20. фебруар | 21:45 | Мушкарци појединачно скијашко трчање на 10 км     |
| 22. фебруар | 16:30 | Мушкарци екипно скокови са велике скакаонице      |
| 22. фебруар | 19:20 | Мушкарци екипно скијашко трчање у штафети 45 км   |

Напомена: комплетна сатница је по локалном времену (УТЦ+9)

## Учесници
Шеснаест држава такмичиће се у нордијској комбинацији.
- Аустрија (5)
- Естонија (2)
- Италија (4)
- Јапан (5)
- Јужна Кореја (1)
- Немачка (5)
- Норвешка (5)
- Пољска (4)
- Олимпијски спортисти из Русије (11)
- Сједињене Америчке Државе (5)
- Словенија (2)
- Украјина (1)
- Финска (5)
- Француска (5)
- Чешка (4)
- Швајцарска (1)

## Освајачи медаља
| Дисциплине                     |                                                                          | Резултат |                                                                          | Резултат |                                                                           | Резултат |
|                                |                                                                          |          |                                                                          |          |                                                                           |          |
| Мала скакаоница/10 км детаљи   | Ерик Френцел · Немачка                                                   | 24:51.4  | Акито Ватабе · Јапан                                                     | 24:56.2  | Лукас Клапфер · Аустрија                                                  | 25:09.5  |
|                                |                                                                          |          |                                                                          |          |                                                                           |          |
| Велика скакаоница/10 км детаљи | Јоханес Ридцек · Немачка                                                 | 23:52.5  | Фабијан Рисле · Немачка                                                  | 23:52.9  | Ерик Френцел · Немачка                                                    | 23:53.3  |
|                                |                                                                          |          |                                                                          |          |                                                                           |          |
| Екипно детаљи                  | Немачка · Винценц Гајгер · Фабијан Рисле · Ерик Френцел · Јоханес Ридцек | 46:09.8  | Норвешка · Јан Шмид · Еспен Андерсен · Јарл Магнус Рибер · Јерген Гробак | 47:02.5  | Аустрија · Вилхелм Денифл · Лукас Клапфер · Бернхард Грубер · Марио Зајдл | 47:17.6  |

## Биланс медаља
| Позиција   | Држава     | Злато | Сребро | Бронза | Укупно |
| ---------- | ---------- | ----- | ------ | ------ | ------ |
| 1          | Немачка    | 3     | 1      | 1      | 5      |
| 2          | Норвешка   | 0     | 1      | 0      | 1      |
| 2          | Јапан      | 0     | 1      | 0      | 1      |
| 4          | Аустрија   | 0     | 0      | 2      | 2      |
| Укупно (4) | Укупно (4) | 3     | 3      | 3      | 9      |